# Inhumas
Inhumas é um município brasileiro do estado de Goiás. Em 2022 sua população era de 52.204 habitantes com uma população estimada em 2024 de 53.629 pessoas. Situado a uma distância de 45 km da capital do estado.
O nome original de Inhumas era Goiabeira, uma referência a um grande goiabal existente na região. O local surgiu como ponto de descanso para tropeiros e, com o tempo, transformou-se em uma fazenda de gado. No interior de Goiás, a apropriação de terras ocorria sem grande rigor legal, o que levou à predominância de duas formas de trabalho em Inhumas: o dos agregados e o dos posseiros. No entanto, poucos posseiros solicitavam concessões de terras ou sesmarias no estado, devido às exigências impostas aos requerentes. Em Goiabeira (Inhumas), essas condições determinavam que a área concedida deveria ser cultivada em até dois anos.

## Política
Quando ainda era distrito do Município de Itaberaí, de 1896 a 1931, Inhumas foi governada por subintendentes nomeados. Depois de emancipada, Inhumas foi dirigida por prefeitos municipais, no incício nomeados pelo governo estadual e, depois, eleitos diretamente pelo povo. Estes são os seus nomes:
Subintendentes
- 1° - 1896 a 1896 - Virginio Pereira da Cunha
- 2° - 1903 a 1907 - Gabriel dos Passos Assumpção
- 3° - 1907 a 1909 - José de Freitas Machado
- 4° - 1909 a 1913 - Aurelino Caetano Machado
- 5° - 1921 a 1926 - Cesário Silva
- 6° - 1926 a 1927 - José Rodrigues Rabelo
- 7° - 1927 a 1930 - João A. de Oliveira Lobo
- 8° - 1930 a 1931 - José Rodrigues Rabelo

Prefeitos
- 1° - 1931 a 1936 - José Rodrigues Rabelo (nomeado)
- 2° - 1936 a 1945 - José de Arimathea e Silva (eleito e nomeado)
- 3° - 1945 a 1946 - Geraldo Majela Fraklin Ferreira (nomeado)
- 4° - 1946 a 1947 - Sebastião de Almeida Guerra (nomeado)
- 5° - 1947 a 1947 - Leônidas Luiz Brandão (nomeado)
- 6° - 1947 a 1951 - Sebastião de Almeida Guerra
- 7° - 1951 a 1955 - Elpídio Luiz Brandão
- 8° - 1955 a 1959 - Sebastião de Almeida Guerra
- 9° - 1959 a 1961 - Joaquim Gonçalves de Azevedo
- 10°- 1961 a 1966 - Nelo Egídio Balestra
- 11°- 1961 a 1961 - Francisco Arataque (vice-prefeito)
- 12°- 1966 a 1970 - Alcântara Marques Palmeira
- 13°- 1970 a 1973 - Firmo Luiz de Melo e Souza
- 14°- 1973 a 1977 - Domingos Garcia Filho
- 15°- 1977 a 1983 - Irondes José de Morais
- 16°- 1983 a 1989 - José Essado Neto
- 17°- 1989 a 1993 - Irondes José de Morais
- 18°- 1993 a 1996 - João Antônio Ferreira
- 19°- 1997 a 2000 - Luiz Otávio do Nascimento
- 20°- 2001 a 2004 - José Essado Neto
- 21°- 2005 a 2008 - Abelardo Vaz Filho
- 22°- 2009 a 2009 - Antônio Domingos Braga(Interino)
- 23°- 2009 a 2012 - Abelardo Vaz Filho
- 24º- 2010 a 2010 - Maria Rita Rezende(Interina)
- 25°- 2009 a 2012 - Abelardo Vaz Filho
- 25°- 2013 a 2015- Dioji Ikeda
- 26º- 2016 a 2019 - Abelardo Vaz Filho
- 27º- 2019 a 2024 João Antônio Ferreira
- 28º - 2025 - José Essado Neto [9]

## Geografia
- IDH - Educação:  	0,842
- IDH - Longevidade:	0,754
- IDH - Renda:    	0,699
- IDH - Municipal:	0,765
- Lei de criação:  	nº 602 de 19 de janeiro de 1931
- Distritos/Povoados/Aglomerados: Povoado de Santa Amália, Margoso e Serra Abaixo.
- Ocorrências minerais: areia, cascalho, argila e níquel.
- Número de eleitores: 	33.967 (Set./2004)
- Taxa geométrica de crescimento:  2,28% (1996/2000)

## Economia
- Arrecadação: Arrecadação de ICMS: 7.036 (2004)
- Número de estabelecimentos industriais: 117 (10 de junho de 2005)
- Número de estabelecimentos do comércio varejista: 444 (abr/2005)

## Educação

### Ensino superior
Públicas
- IFG - Instituto Federal de Educação, Ciência e Tecnologia de Goiás (Campus Inhumas)
- UEG - Universidade Estadual de Goiás (UnU Inhumas)

Privadas
- FACmais - Faculdade de Inhumas
- Unianhanguera - Campus Inhumas
- Universidade de Uberaba - Uniube Polo Inhumas
- Centro Tecnológico Paula Pasquali-CTPP Unidade Inhumas

### Ensino médio integrado
Públicas Federais
- IFGoiás (CEFET-GO) - Instituto Federal de Educação, Ciência e Tecnologia de Goiás (Campus Inhumas)

### Ensino médio regular ou EJA
Públicas
- Colégio Estadual Rui Barbosa
- Colégio Estadual Ary Ribeiro Valadão Filho
- Colégio Da Polícia Militar Manoel Vila Verde
- Colégio Estadual Horácio Antônio de Paula
- Colégio Estadual Joaquim Pedro Vaz

Privadas
- Colégio Einstein
- Colégio Monsenhor
- Colégio Zênite

### Ensino fundamental 1ª e 2ª fases
Públicas
- Centro de Atendimento Educacional Especializado Diurza Leão
- Colégio Estadual Presidente Castelo Branco
- Colégio Estadual Rui Barbosa
- Escola Estadual João Lobo Filho
- Escola Estadual Antônio Augusto do Carmo
- Escola Estadual Belarmino Essado
- Escola Municipal Alessandro Miguel
- Escola Municipal Agropecuária Senador João Abraão Sobrinho (conhecida como Escola Agrícola)
- Escola Municipal Padre Feliciano
- Escola Municipal Professora Cleide Campos
- Escola Municipal Uni Duni Tê
- Escola Municipal Sossego da Mamãe

Privadas
- Educandário Nossa Senhora do Rosário
- Escola e Berçário Amor Perfeito
- Escolinha da Mônica
- Escola Infantil Carrossel
- Escola Balão Mágico
- Escola Monsenhor Angelino
- Escola Castro Alves

## Cultura e comunicação

### Emissoras de Rádio
| Nome            | Sintonia | Proprietário                      | Programação |
| --------------- | -------- | --------------------------------- | ----------- |
| Rádio Educativa | 87,9 FM  | Associação de Pastores de Inhumas | Religiosa   |
| Jornal FM       | 96,5 FM  | LFB Comunicação                   | Popular     |
| Rede Alelúia    | 105,3 FM | Igreja Universal do Reino de Deus | Religiosa   |
| Interativa FM   | 94,9 FM  | Cultura Stereo Som LTDA           | Jovem       |